# Karolinska Institutets administrationsbyggnad

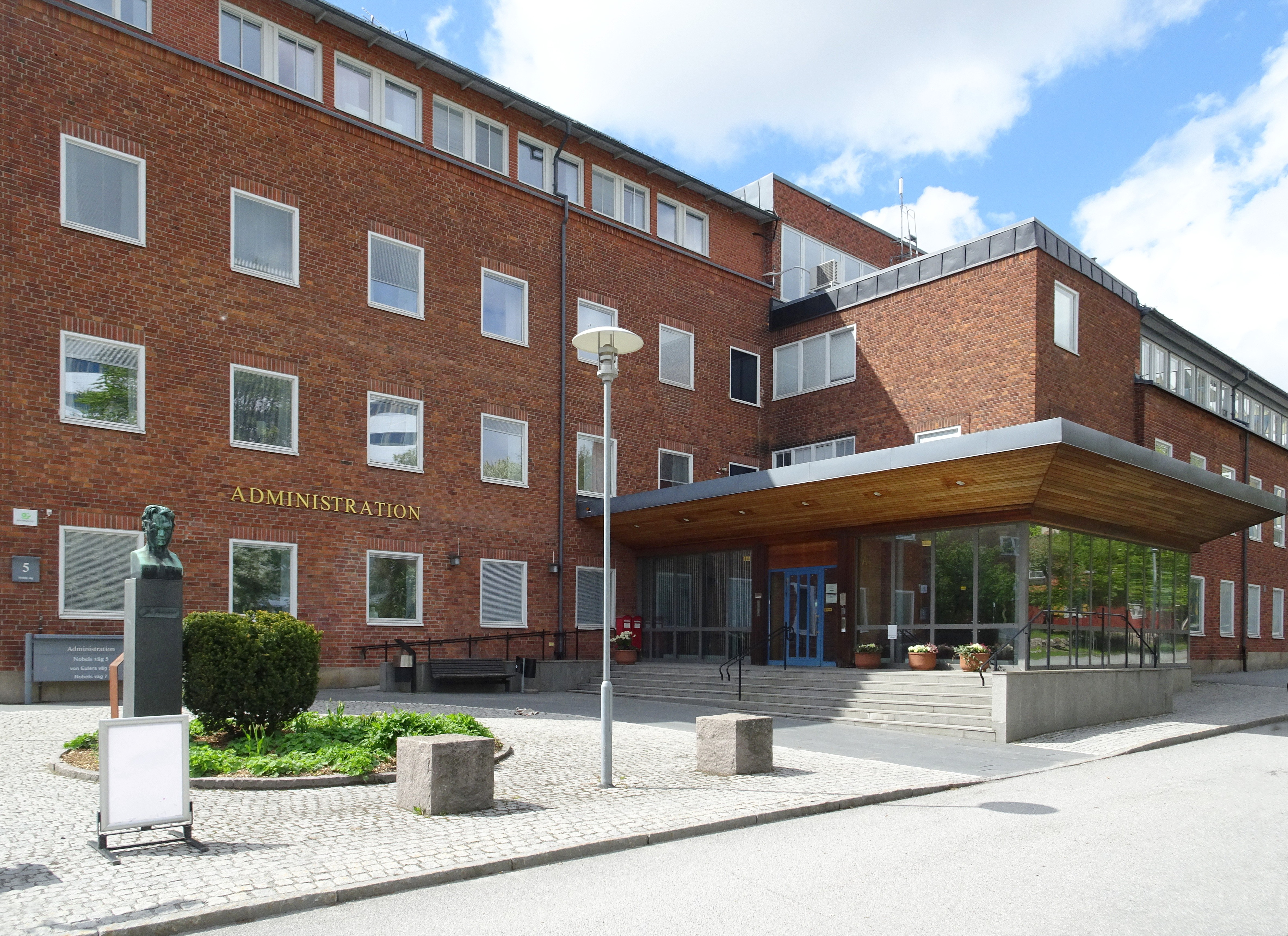
Huvudentrén i maj 2019.

Karolinska Institutets administrationsbyggnad ligger vid Nobels väg 5 på Campus Solna i Solna kommun. Byggnaden uppfördes 1950 för kemiinstitutionen och fungerar efter en ombyggnad 1997 som administrationsbyggnad för Karolinska Institutet.

## Bakgrund
År 1937 vann arkitekt Ture Ryberg med sitt förslag Per Haps arkitekttävlingen om nybyggnader för Karolinska Institutet på det område som numera kallas Campus Solna. För varje institution ritade Rydberg en egen byggnad bestående av två inbördes förskjutna huskroppar och en fristående hörsalsbyggnad. Fasaderna kläddes genomgående med rött tegel vilket skulle ge hela området en enhetlig karaktär. Andra världskriget fördröjde byggprocessen och först 1950 stod kemiinstitutionens byggnad färdig.

## Byggnadsbeskrivning

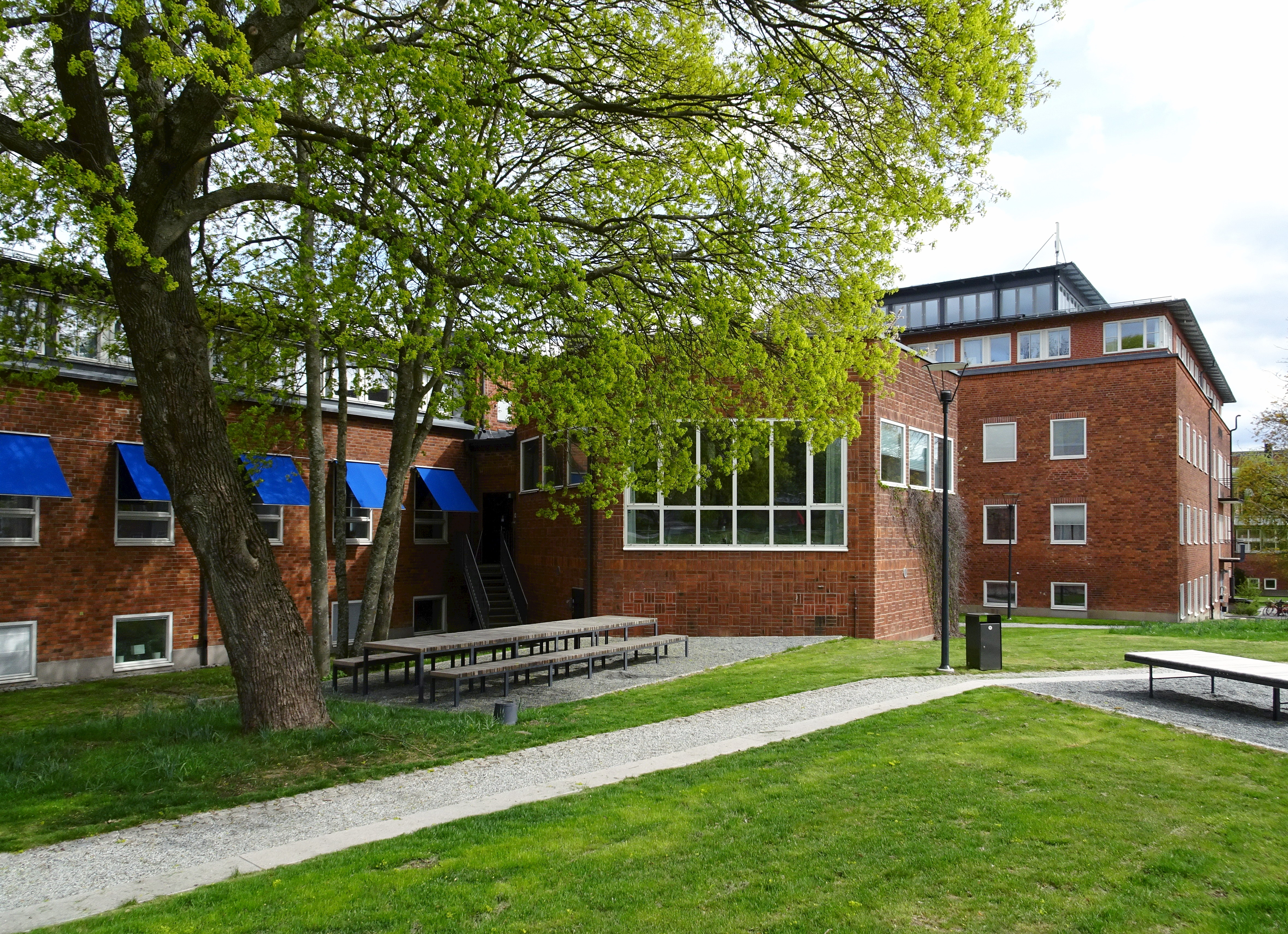
Fasad mot söder med hörsalsbyggnaden.

Huset ritades av Ryberg enligt tävlingsförslagets principer, det vill säga med två inbördes förskjutna volymer och en separat hörsalsbyggnad samt fasader klädda med rött tegel. Huset fick tydlig 1940-tals karaktär. 1997 flyttade kemiinstitutionen till nybyggda lokaler i Scheelelaboratoriet och Rybergs byggnad genomgick en omfattande om- och tillbyggnad efter ritningar av Ahlsénarkitekterna. Bland annat tillkom en indragen takvåning, och den tidigare delvis igenbyggda ljusgården i hus A återställdes.
Efter ombyggnaden flyttade Karolinska Institutet sin administration till byggnaden som består av tre husdelar: A, B och C med en verksamhetsyta om cirka 5 300 m². Husdel A inhyser kontor, grupp- och seminarierum, vaktmästeri, vilrum, lastintag och ljusgård. I hus B finns grupp- och seminarierum, kontor, större arkiv, skyddsrum och studentexpedition. 
I vinkeln mellan Hus A och B ligger huvudentrén under ett stort skärmtak. Utanför står en byst visandes Jöns Jacob Berzelius. Husdel C (före detta hörsalen) är ombyggd till lunchrum för 60 personer. Byggnaden ägs och förvaltas av Akademiska Hus.